# 제임스 비티 (축구 선수)

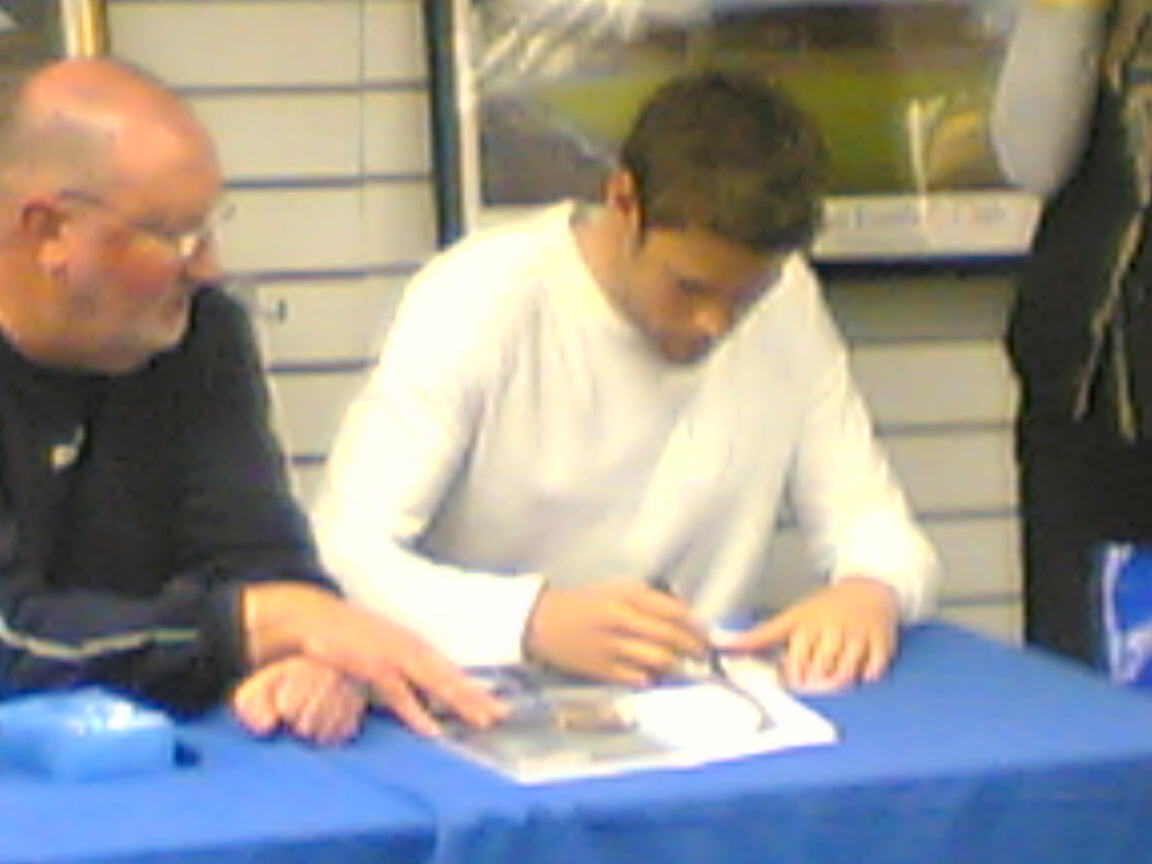
2004년 모습 (오른쪽)

제임스 비티(James Beattie, 본명: 제임스 스콧 비티, James Scott Beattie, 1978년 2월 27일 ~ )는 잉글랜드의 축구 코치이자 공격수로 활약한 전직 프로 축구 선수이다. 현재 서던 풋볼 리그 프리미어 디비전 사우스(Premier Division South) 클럽 AFC 토튼의 축구 감독이다.
이전에 개리 몽크의 백룸 스태프의 일원으로 버밍엄 시티 FC, 미들즈브러 FC, 리즈 유나이티드 FC, 스완지 시티 AFC 및 셰필드 웬즈데이 FC에서 그와 함께 일했다.
랭커스터 (랭커셔주)에서 태어난 그는 블랙번 로버스 FC에서 경력을 쌓았고 결국 1995년에 블랙번 로버스와 계약을 맺었다. 비티는 그 후 사우샘프턴 FC, 에버턴 FC, 셰필드 유나이티드 FC, 스토크 시티 FC, 레인저스 FC에서 잠시 임대 생활을 했다. 블랙풀은 결국 두 번째 임기를 위해 셰필드 유나이티드로 복귀했다. 에버튼과 계약하고 셰필드 유나이티드에서 첫 주문을 받았을 때 그는 당시 각 클럽에서 선수에게 지불한 최고 이적료를 명령했다.